# Kampimodromus langei
Kampimodromus langei är en spindeldjursart som beskrevs av Wainstein och Arutunjan 1973. Kampimodromus langei ingår i släktet Kampimodromus och familjen Phytoseiidae. Inga underarter finns listade i Catalogue of Life.